# مقاطعة نيويغو (ميشيغان)
مقاطعة نيويغو هي مقاطعة في ميشيغان، بلغ عدد سكانها 48٬460  نسمة، في 2010، عاصمتها وايت كلاود، تبلغ مساحتها 2٬231 كيلومتر مربع.

## الموقع
تشترك في الحدود مع:
- مقاطعة ليك
- مقاطعة كينت.

## التقسيمات الإدارية
- وايت كلاود.